# 信長燃ゆ
『信長燃ゆ』（のぶながもゆ）は、安部龍太郎の著した時代小説（新潮社、日本経済新聞出版社刊）、並びにそれを原作に2016年1月2日21:00-23:58に放送されたテレビ東京系列の「YAMADA・新春時代劇（ヤマダ・しんしゅんじだいげき）」第36作。

## 作品の概要
織田信長は、「天下布武」を目指し、武力を活かして世直しを進めていき、天正9年（1581年）、安土城を中心軸として、盤石の勢力を保っていたが、その勢力が巨大になったゆえか、好誼（いわゆるパートナー）を持っていた近衛前久を初めとする公家から反感の態度が持ち始めてしまう。武家と朝廷が対立する中、信長に好感を抱く東宮夫人の勧修寺晴子らを絡ませた人間模様、さらに歴史的な「本能寺の変」を描いた時代小説である。

## テレビドラマ
本作は、毎年1月2日に行われてきた「新春ワイド時代劇シリーズ」の第36作として製作された。従来通り、ヤマダ電機の特別協賛を仰いで放送されるが、2015年まで長時間体制（当初12時間→10時間→7時間→5時間）で放送してきたのを大幅短縮し、過去最短の3時間で放送されたことから、題名から「ワイド」の文言を外し、「新春時代劇」として放送されることが決まった。また、1981年から放送していた「新春ワイド時代劇シリーズ」はこの作品が最後となり、次に時代劇が制作されるのは2023年まで7年間途絶えることになった。

### キャスト
織田家
- 織田信長：東山紀之
- 明智光秀：石丸幹二
- 織田信忠：早乙女太一
- 羽柴秀吉：北村有起哉
- お市：高岡早紀
- 森蘭丸：中島裕翔
- 森坊丸：神山智洋（35年後：内藤剛志）

朝廷
- 近衛前久：寺尾聰
- 近衛信基：佐藤隆太
- 勧修寺晴子：栗山千明
- 勧修寺晴豊：渡部豪太
- 上臈の局：萬田久子
- 吉田兼和：笹野高史
- 若草の君：白鳥羽純
- 誠仁親王：太川陽介
- 正親町天皇：安部龍太郎
- 丹波の局：芦川よしみ
- 房子：川俣しのぶ
- 闘鶏場の見物客（公家）：蛭子能収

その他
- 勘助：的場浩司
- 快川和尚：津川雅彦
- 徳川家康：山田純大
- 滝川一益：金山一彦
- 前田利家：風間トオル
- 柴田勝家：伊吹吾郎
- 細川藤孝：池内万作
- 黒田官兵衛：浦野REN
- 斎藤利三：四方堂亘

### スタッフ
- 原作：安部龍太郎「信長燃ゆ」（新潮文庫・日本経済新聞出版社）
- 脚本：塩田千種
- 監督：重光亨彦
- 音楽：栗山和樹
- 技斗：清家三彦
- VFX：キルアフィルム、クロフネプロダクト
- チーフプロデューサー：岡部紳二（テレビ東京）
- プロデューサー：山鹿達也・濱谷晃一（テレビ東京）、小林由幸（東映）
- 製作：テレビ東京・東映

### ネット局
| 放送対象地域   | 放送局                      | 系列           | 放送日時           | 放送期間     | 備考                           | 備考   |
| -------------- | --------------------------- | -------------- | ------------------ | ------------ | ------------------------------ | ------ |
| 関東広域圏     | テレビ東京（TX）            | テレビ東京系列 | 土曜 21:00 - 23:58 | 2016年1月2日 | YAMADA新春時代劇として放送     | 制作局 |
| 北海道         | テレビ北海道（TVh）         | テレビ東京系列 | 土曜 21:00 - 23:58 | 2016年1月2日 | YAMADA新春時代劇として放送     |        |
| 愛知県         | テレビ愛知（TVA）           | テレビ東京系列 | 土曜 21:00 - 23:58 | 2016年1月2日 | YAMADA新春時代劇として放送     |        |
| 大阪府         | テレビ大阪（TVO）           | テレビ東京系列 | 土曜 21:00 - 23:58 | 2016年1月2日 | YAMADA新春時代劇として放送     |        |
| 岡山県・香川県 | テレビせとうち（TSC）       | テレビ東京系列 | 土曜 21:00 - 23:58 | 2016年1月2日 | YAMADA新春時代劇として放送     |        |
| 福岡県         | TVQ九州放送（TVQ）          | テレビ東京系列 | 土曜 21:00 - 23:58 | 2016年1月2日 | YAMADA新春時代劇として放送     |        |
| 岐阜県         | 岐阜放送（GBS・ぎふチャン） | 独立局         | 土曜 21:00 - 23:58 | 2016年1月2日 | ローカルセールススポンサー協賛 |        |
| 滋賀県         | びわ湖放送（BBC）           | 独立局         | 土曜 21:00 - 23:58 | 2016年1月2日 | ローカルセールススポンサー協賛 |        |
| 奈良県         | 奈良テレビ放送（TVN）       | 独立局         | 土曜 21:00 - 23:58 | 2016年1月2日 | ローカルセールススポンサー協賛 |        |
| 和歌山県       | テレビ和歌山（WTV）         | 独立局         | 土曜 21:00 - 23:58 | 2016年1月2日 | ローカルセールススポンサー協賛 |        |